# Bandeira de Bom Despacho

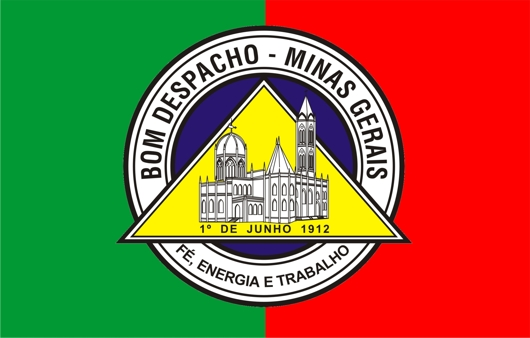
Bandeira do Município de Bom Despacho- MG

A Bandeira de Bom Despacho é constituído de duas cores principais - o verde e o vermelho, tendo no centro o Brasão da Cidade. O verde representa o Brasil e o vermelho lembra Portugal, pátria dos fundadores da pequena aldeia que deu origem à cidade.
O Brasão é formado por um círculo azul, tendo em volta uma faixa branca, com os seguintes dizeres: na parte superior, "Bom Despacho - Minas Gerais" e, na parte inferior, "Fé, Energia e Trabalho".
Sobre o círculo, encontra-se um triângulo amarelo, lembrando o triângulo da bandeira do Estado de Minas Gerais, tendo no seu interior o desenho da Igreja Matriz de N.Sra.do Bom Despacho, o mais importante monumento religioso, artístico e histórico da cidade.Abaixo do triângulo, "1 de junho de 1912", dia histórico da instalação solene do novo município de Minas Gerais, na república Federativa do Brasil.
O círculo azul é o céu do Brasil e o amarelo representa o brilho do ouro e as riquezas de Minas Gerais.
A Bandeira de Bom Despacho foi instituída no primeiro governo do prefeito Geraldo Simão Vaz (1967 - 1971), por iniciativa de Jacinto Guerra, no exercício de seu mandato de vereador, no mesmo período, com estudo e desenho da artista plástica Nilce Coutinho Guerra, atual museóloga-diretora do Museu da Cidade